# Nick Torres
L'agent spécial Nicholas « Nick » Torres est un personnage de fiction de la série NCIS : Enquêtes spéciales. Il fait sa première apparition dans la premier épisode de la quatorzième saison, Une Nouvelle Ère. 
Il est interprété par Wilmer Valderrama.

## Histoire du personnage
Nick Torres, né le 2 avril 1984, est un agent spécial du NCIS spécialisé dans les infiltrations qui est introduit au début de la saison 14. Nick est au NCIS depuis 2008, il a eu pour mentor Alexandra Quinn et a ensuite intégré la division des infiltrations dans laquelle il restera pendant 8 ans. Durant cette période qui a été très dure psychologiquement pour lui, il a eu “16 noms différents, 16 adresses, 16 maisons, pas de femme, pas d’enfants”. Et cela ne lui a rapporté, d’après ses dires, “qu’une famille brisée, [...] toute une vie de mensonges” et il ne sait d’ailleurs plus à qui il peut ou non faire confiance.  
Sa dernière mission sous couverture, avant de rejoindre l’équipe de Gibbs au NCIS, était à Buenos Aires, auprès de la famille Silva. Il se fait passer pour mort et la venue de sa sœur Lucia Campbell [Major dans les Marines et Procureur auprès du JAG], met fin à sa couverture, des membres de la famille Silva sabotent la voiture de cette dernière à bord de laquelle étaient aussi Amanda Campbell, fille de sa sœur et son mari, le Commandant George Campbell.

### Saison 14 à 18
Nick a pris le risque de revenir sur le sol américain pour mettre sa sœur en garde mais c’était trop tard, le mal était déjà fait. Il veut venger sa sœur et va être aidé du NCIS. À la fin de l’enquête, Gibbs lui propose de faire partie de l'équipe. Il a quelques appréhensions concernant cette assignation à l’équipe de Gibbs car il n’a jamais travaillé en équipe. Il a d’ailleurs du mal à s'intégrer et à porter l'uniforme officiel du NCIS. McGee lui conseille de ne le porter que quand “Gibbs est dans le coin”. Après quelques semaines au NCIS, Nick décide de chercher son propre appartement . 
Quand il était jeune, il avait une amie prénommée Sofia. Elle est décédée d'une longue maladie quand ils étaient en terminale. À l’époque, ils étaient inséparables depuis leurs 5 ans et Nick la considérait comme la femme de sa vie.
Il a une moto “japonaise RM125 de 2002 jaune avec bande rouge racing et échappement non-d’origine”. Elle est utilisée par un braqueur de banque pour réaliser un casse.  Quand il était dans la division infiltration du NCIS, il a dû s’infiltrer en tant que Nick Medina parmi les Rosewood Boys qui sont connus pour leurs fêtes déjantées, leurs motos et leurs braquages de banques. Il a fallu plus d’un an à Nick pour faire tomber sa cible, Mitch Monroe, “le chef de la meute”. Pour faire tomber Monroe, il a grillé sa couverture et a demandé à Royce Layton de l’aider à faire tomber son chef en témoignant contre lui. Selon Nick, Royce était un bon gars qui avait seulement de mauvaises fréquentations. Il a ensuite été mis sous protection des témoins. Quand Nick rentre chez lui et ouvre son garage, il retrouve sa moto dedans mais celle-ci explose quelques minutes plus tard. Durant son infiltration au sein des Rosewood Boys, il a fait des choses dont même le NCIS n’est pas au courant et cela va être utilisé comme moyen de pression sur Torres pendant l’enquête de Gibbs. En effet, il a faussé une scène de crime, il y a placé une fausse preuve, pour que Monroe se retrouve derrière les barreaux et pour ne plus qu’aucun de ses amis ne se fasse tuer. Finalement, il découvrira que Royce est en fait devenu le chef des Rosewood Boys et que c’est lui qui le fait chanter.
Il casse les lunettes de soleil que Clayton Reeves lui avait offertes avant de mourir. Cela va beaucoup l’affecter et il va commencer à avoir un comportement plus violent. Il va en effet se retrouver impliquer dans une bagarre lors d’une “soirée peinture” avec Jimmy Palmer. C’est Gibbs lui-même qui ira les récupérer au poste de Police au beau milieu de la nuit. Cela va préoccuper Gibbs qui va l’envoyer voir Jack Sloane qui elle-même va le renvoyer chez lui. Croyant avoir été renvoyé du NCIS, il va boire quelques verres et finira assis sur les marches de l’entrée de chez Bishop. Ensemble, ils auront une petite conversation à propos du manque de leur ami commun.

### Relation avec les autres personnages
Torres considère McGee comme son frère. 
Sa relation avec Bishop est ambiguë, les deux agents éprouvant des sentiments forts l'un pour l'autre mais refusant de faire le premier pas. Mais leur comportement lorsque l'un ou l'autre est en danger ne laisse que peu de place au doute quant à la nature de leurs sentiments. Cela est flagrant par exemple dans l'épisode 14 de la saison 17 lorsque Nick et Ellie font un footing ensemble et qu'une voiture percute de plein fouet le jeune homme qui pousse sa partenaire pour lui permettre d'éviter le choc. La jeune femme sera extrêmement touchée et troublée par l'action de son ami faisant tout pour rechercher l'auteur de ce méfait quitte à devoir régler le problème elle-même. De la même façon lors de l'épisode 5 de la saison 18, Bishop se fera kidnapper et Nick mettra tout en œuvre pour la retrouver quitte à se jeter dans un avion en flamme pendant qu'elle est encore à l'intérieur. Les deux jeunes gens confessent pratiquement leurs sentiments alors qu'ils sont tous les deux retenus dans des cellules côte à côte. Lors du dernier épisode de la saison 18, Torres et Bishop s'embrassent signe d'une relation naissante entre eux, malheureusement Bishop quitte le NCIS pour effectuer une mission d'infiltration.
Son meilleur ami est sans aucun doute le docteur Palmer, les deux hommes ont noué une véritable et belle amitié se soutenant et se confiant l'un à l'autre. Nick se confie par exemple à Jimmy lors de l'épisode 7 de la saison 17 alors qu'il ne sait plus quoi penser de sa relation ambiguë avec Bishop. Et Jimmy se confiera par exemple à Nick dans la saison 16 lorsque son beau-père se retrouve dans une situation compliquée.

## Liste des apparitions du personnage
- NCIS : Enquêtes spéciales
- NCIS : Nouvelle-Orléans